# Afromelanichneumon jacoti
Afromelanichneumon jacoti är en stekelart som beskrevs av Heinrich 1967. Afromelanichneumon jacoti ingår i släktet Afromelanichneumon och familjen brokparasitsteklar. Inga underarter finns listade i Catalogue of Life.